# Ralph Backstrom
Ralph Gerald Backstrom, född 18 september 1937 i Kirkland Lake, Ontario i Kanada, död 7 februari 2021 i Windsor, Colorado i USA, var en kanadensisk professionell ishockeyforward och ishockeytränare.
Han tillbringade 17 säsonger i den nordamerikanska ishockeyligan National Hockey League (NHL), där han spelade för Montreal Canadiens, Los Angeles Kings och Chicago Black Hawks. Han producerade 639 poäng (278 mål och 361 assists) samt drog på sig 386 utvisningsminuter på 1 032 grundspelsmatcher. Han spelade även för Chicago Cougars, Denver Spurs/Ottawa Civics och New England Whalers i World Hockey Association (WHA) och Rochester Americans i American Hockey League (AHL).
Backstrom vann sex Stanley Cup-titlar med Canadiens för säsongerna 1958–1959, 1959–1960, 1964–1965, 1965–1966, 1967–1968 och 1968–1969. Han vann också NHL-trofén Calder Memorial Trophy som bästa rookie för säsongen 1958–1959.
Efter karriären tränade han Denver Pioneers i National Collegiate Athletic Association (NCAA) och Phoenix Roadrunners i International Hockey League (IHL), var assisterande tränare för Los Angeles Kings och talangscout för St. Louis Blues, båda två i NHL. Backstrom var också ägare för Colorado Eagles som spelade i Central Hockey League (CHL) mellan 2002 och 2011 och första säsongen efter de anslöt sig till ECHL 2011–2012, han hade också positionerna president och general manager för dem under de fyra första åren.
Backstroms föräldrar var finlandssvenska emigranter från Vörå och Maxmo som möttes i Kirkland Lake, Ontario.  Han var släkt med den före detta ishockeymålvakten Daren Puppa som spelade i NHL mellan 1985 och 2000.
Den 7 februari 2021 avled Backstrom efter en tids sjukdom.

## Statistik
| 1954–1955  | Canadien junior de Montréal | LHJQ       | 21   | 7   | 6   | 13  | 2   | 5   | 2  | 1  | 3  | 4  |
| 1955–1956  | Canadien junior de Montréal | LHJQ       | 18   | 10  | 8   | 18  | 4   | —   | —  | —  | —  | —  |
| 1956-1957  | Montreal Canadiens          | NHL        | 3    | 0   | 0   | 0   | 0   | —   | —  | —  | —  | —  |
|            | Canadiens de Hull-Ottawa    |            | 18   | 7   | 10  | 17  | 4   | —   | —  | —  | —  | —  |
| 1957-1958  | Montreal Canadiens          | NHL        | 2    | 0   | 1   | 1   | 0   | —   | —  | —  | —  | —  |
|            | Canadiens de Hull-Ottawa    |            | 33   | 21  | 25  | 46  | 13  | —   | —  | —  | —  | —  |
|            | Royaux de Montréal          | LHQ        | 1    | 0   | 1   | 1   | 0   | —   | —  | —  | —  | —  |
|            | Rochester Americans         | AHL        | 2    | 0   | 0   | 0   | 0   | —   | —  | —  | —  | —  |
| 1958–1959  | Montreal Canadiens          | NHL        | 64   | 18  | 22  | 40  | 19  | 11  | 3  | 5  | 8  | 12 |
| 1959–1960  | Montreal Canadiens          | NHL        | 64   | 13  | 15  | 28  | 24  | 7   | 0  | 3  | 3  | 2  |
| 1960–1961  | Montreal Canadiens          | NHL        | 69   | 12  | 20  | 32  | 44  | 5   | 0  | 0  | 0  | 4  |
| 1961–1962  | Montreal Canadiens          | NHL        | 66   | 27  | 38  | 65  | 29  | 5   | 0  | 1  | 1  | 6  |
| 1962–1963  | Montreal Canadiens          | NHL        | 70   | 23  | 12  | 35  | 51  | 5   | 0  | 0  | 0  | 2  |
| 1963–1964  | Montreal Canadiens          | NHL        | 70   | 8   | 21  | 29  | 41  | 7   | 2  | 1  | 3  | 8  |
| 1964–1965  | Montreal Canadiens          | NHL        | 70   | 25  | 30  | 55  | 41  | 13  | 2  | 3  | 5  | 10 |
| 1965–1966  | Montreal Canadiens          | NHL        | 67   | 22  | 20  | 42  | 10  | 10  | 3  | 4  | 7  | 4  |
| 1966–1967  | Montreal Canadiens          | NHL        | 69   | 14  | 27  | 41  | 39  | 10  | 5  | 2  | 7  | 6  |
| 1967–1968  | Montreal Canadiens          | NHL        | 70   | 20  | 25  | 45  | 14  | 13  | 4  | 3  | 7  | 4  |
| 1968–1969  | Montreal Canadiens          | NHL        | 72   | 13  | 28  | 41  | 16  | 14  | 3  | 4  | 7  | 10 |
| 1969–1970  | Montreal Canadiens          | NHL        | 72   | 19  | 24  | 43  | 20  | —   | —  | —  | —  | —  |
| 1970–1971  | Montreal Canadiens          | NHL        | 16   | 1   | 4   | 5   | 0   | —   | —  | —  | —  | —  |
|            | Los Angeles Kings           | NHL        | 33   | 14  | 13  | 27  | 8   | —   | —  | —  | —  | —  |
| 1971–1972  | Los Angeles Kings           | NHL        | 76   | 23  | 29  | 52  | 22  | —   | —  | —  | —  | —  |
| 1972–1973  | Los Angeles Kings           | NHL        | 63   | 20  | 29  | 49  | 6   | —   | —  | —  | —  | —  |
|            | Chicago Black Hawks         | NHL        | 16   | 6   | 3   | 9   | 2   | 16  | 5  | 6  | 11 | 0  |
| 1973–1974  | Chicago Cougars             | WHA        | 78   | 33  | 50  | 83  | 26  | 18  | 5  | 14 | 19 | 4  |
| 1974–1975  | Chicago Cougars             | WHA        | 70   | 15  | 24  | 39  | 28  | —   | —  | —  | —  | —  |
| 1975–1976  | Denver Spurs/Ottawa Civics  | WHA        | 41   | 21  | 29  | 50  | 14  | —   | —  | —  | —  | —  |
|            | New England Whalers         | WHA        | 38   | 14  | 19  | 33  | 6   | 17  | 5  | 4  | 9  | 8  |
| 1976–1977  | New England Whalers         | WHA        | 77   | 17  | 31  | 48  | 30  | 3   | 0  | 0  | 0  | 0  |
| NHL totalt | NHL totalt                  | NHL totalt | 1032 | 278 | 361 | 639 | 386 | 116 | 27 | 32 | 59 | 68 |
| WHA totalt | WHA totalt                  | WHA totalt | 304  | 100 | 153 | 253 | 104 | 38  | 10 | 28 | 28 | 12 |